# 明石大橋 (明石市)

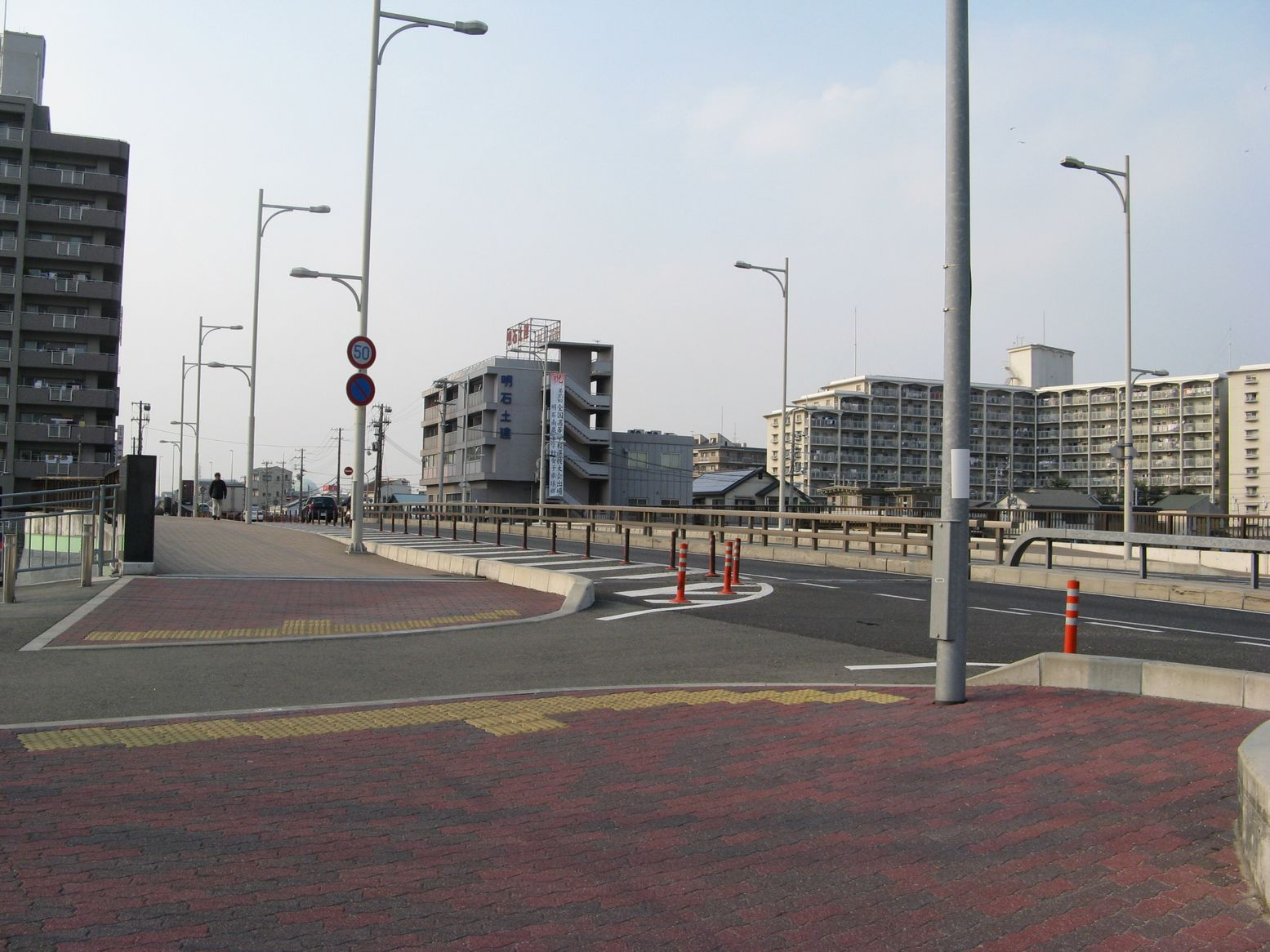
橋上を西望

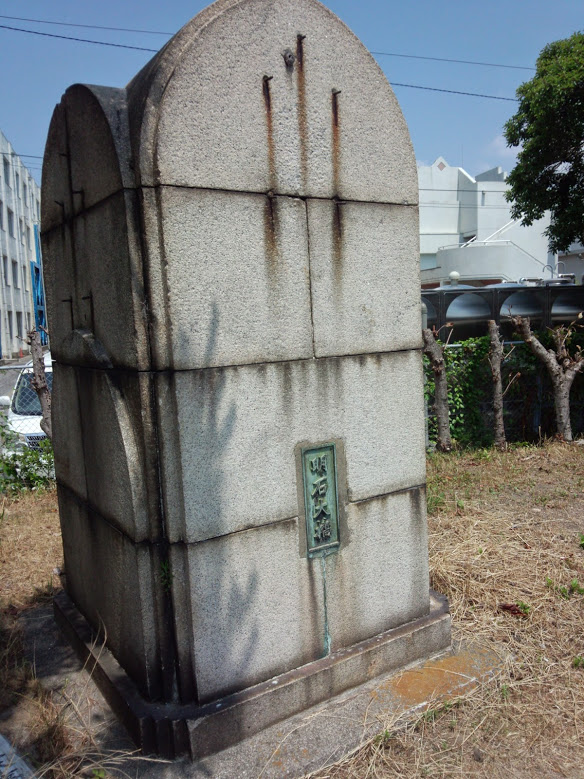
旧明石大橋親柱

明石大橋（あかしおおはし）は、兵庫県明石市の明石川に架かる国道2号の橋。明石川の河口近くにある。橋長75メートル、幅員27メートル。
明石市立衣川中学校付近には、1931年から1985年まで使用されていた親柱が置かれている。

## 沿革
- 1931年3月 - 竣工[2]
- 2005年3月10日 - 4車線拡幅[1]。

## 周辺
- 明石市立大観小学校
- 明石郵便局
- 山陽電気鉄道 西新町駅

## 参考資料
- 国土交通省近畿地方整備局 (2005年3月8日). “一般国道2号明石西拡幅の明石大橋の併用について” (pdf). 2014年1月12日閲覧。